# Maren Skjøld
Maren Skjøld (29 settembre 1993) è un'ex sciatrice alpina norvegese, vincitrice della Coppa Europa nel 2016.

## Biografia

### Stagioni 2009-2016
La Skjøld ha esordito in una gara valida ai fini del punteggio FIS il 22 novembre 2008 a Geilo, classificandosi 12ª in slalom speciale. Il 3 dicembre 2010 ha debuttato in Coppa Europa, a Lillehammer Kvitfjell in slalom gigante, non riuscendo a qualificarsi per la seconda manche; nella stagione 2013-2014 ha partecipato ai Mondiali juniores di Jasná (11ª nella supercombinata il miglior piazzamento).
Il 29 gennaio 2015 ha ottenuto il suo primo podio in Coppa Europa, classificandosi 3ª nella combinata di Hinterstoder, e il 12 dicembre 2015 la prima vittoria, a Lillehammer Kvitfjell nella medseima specialità. Ha esordito in Coppa del Mondo il 15 gennaio 2016, non riuscendo a qualificarsi per la seconda manche dello slalom speciale di Flachau; in quella stessa stagione 205-2016 in Coppa Europa si è aggiudicata sia la classifica generale, sia quelle di slalom speciale e di combinata.

### Stagioni 2017-2020
Il 5 dicembre 2016 ha conquistato a Trysil in slalom speciale l'ultima vittoria in Coppa Europa e il 16 dicembre dello stesso anno l'ultimo podio, ad Andalo nella medesima specialità (2ª); ai successivi Mondiali di Sankt Moritz 2017, suo esordio iridato, si è classificata 13ª nello slalom speciale. Il 20 dicembre 2017 ha ottenuto a Courchevel in slalom parallelo il suo miglior piazzamento in Coppa del Mondo (4ª) e ai XXIII Giochi olimpici invernali di Pyeongchang 2018, sua unica presenza olimpica, ha vinto la medaglia di bronzo nella gara a squadre, si è classificata 22ª nello slalom speciale e non ha completato lo slalom gigante.
Ai Mondiali di Åre 2019, congedo iridato della Skjøld, è stata 16ª nello slalom speciale. Ha preso per l'ultima volta il via in Coppa del Mondo il 16 febbraio 2020 a Kranjska Gora in slalom speciale, senza qualificarsi per la seconda manche, e si è ritirata al termine di quella stessa stagione 2019-2020; la sua ultima gara è stata lo slalom speciale di Coppa Europa disputato a Bad Wiessee il 1º marzo, chiuso dalla Skjøld al 13º posto.

## Palmarès

### Olimpiadi
- 1 medaglia:
  - 1 bronzo (gara a squadre a Pyeongchang 2018)

### Coppa del Mondo
- Miglior piazzamento in classifica generale: 44ª nel 2017

### Coppa Europa
- Vincitrice della Coppa Europa nel 2016
- Vincitrice della classifica di slalom speciale nel 2016
- Vincitrice della classifica di combinata nel 2016
- 9 podi:
  - 4 vittorie
  - 3 secondi posti
  - 2 terzi posti

#### Coppa Europa - vittorie
| Data             | Località              | Paese    | Specialità |
| ---------------- | --------------------- | -------- | ---------- |
| 12 dicembre 2015 | Lillehammer Kvitfjell | Norvegia | KB         |
| 12 gennaio 2016  | Oberjoch              | Germania | SL         |
| 17 marzo 2016    | La Molina             | Spagna   | SL         |
| 5 dicembre 2016  | Trysil                | Norvegia | SL         |

Legenda:

GS = slalom gigante

SL = slalom speciale

KB = combinata

### South American Cup
- Miglior piazzamento in classifica generale: 36ª nel 2019
- 1 podio:
  - 1 terzo posto

### Campionati norvegesi
- 10 medaglie[2]:
  - 2 ori (combinata nel 2015; slalom speciale nel 2019)
  - 4 argenti (supergigante, slalom speciale, combinata nel 2016; combinata nel 2019)
  - 4 bronzi (discesa libera nel 2014; supergigante, slalom gigante nel 2015; combinata nel 2018)